# Andreas Lindblom
Andreas Lindblom (* 8. Februar 1889 in Askeby in Östergötland; † 22. März 1977) war ein schwedischer Kunsthistoriker und Hochschullehrer.

## Leben
Lindblom wurde als Kunsthistoriker nach erster Lehrtätigkeit an der heutigen Universität Stockholm dann von 1929 bis 1955 Direktor gleich zweier Museen, des Nordiska Museet und des Freilichtmuseums Skansen. Zwischenzeitlich hatte er Gastprofessuren in Harvard.
Seine Forschungstätigkeit konzentrierte er auf das Mittelalter Schwedens sowie auf das 18. Jahrhundert. In der Mittelalterforschung war er mit Zuordnung spätgotischer Bildwerke in Nord- und Nordosteuropa befasst und schuf unter anderem den Notnamen des Imperialissima-Meisters.

## Werke
- La peinture gotique en Suède et en Norvège. 1916.
- Medeltida vävnader och broderier i Sverige. 2 Bände, 1928/29. (dt. Schwedische Webarbeiten und Stickereien des Mittelalters)